# Jean-Louis Trintignant
Jean-Louis Trintignant (Piolenc, 11 december 1930 – Uzès, 17 juni 2022) was een Frans acteur.

## Leven en werk

### Opleiding en debuut
Trintignant begon rechten te studeren aan de Universiteit van Aix-Marseille, maar brak deze studie af om in Parijs acteur te worden. In 1951 maakte hij zijn toneeldebuut. Sindsdien werkte hij hard om zijn verlegenheid meester te worden. Hij debuteerde in 1955 op het witte doek.

### Doorbraak
Het jaar daarop verwierf hij internationale roem als de verlegen man van Brigitte Bardot in de schandaalfilm Et Dieu... créa la femme (1956). Daarna moest hij zijn filmcarrière drie jaar onderbreken om legerdienst te doen in Algerije. Met Brigitte Bardot heeft hij een relatie gehad. Terug in Frankrijk werkte hij verder aan zijn loopbaan.

### Nieuwe start
In 1966 verwierf Trintignant opnieuw faam dankzij zijn hoofdrol, aan de zijde van Anouk Aimée, in Un homme et une femme, de veel gelauwerde doorbraakfilm van Claude Lelouch. Lelouch draaide twee vervolgen op deze heel succesrijke romantische film, telkens met hetzelfde acteursduo: Un homme et une femme, 20 ans déjà (1986) en Les Plus Belles Années d'une vie (2019).

### 1966-1986: twintig productieve jaren
Daarna draaide de filmcarrière van Trintignant gedurende twintig jaar op volle toeren: tussen 1966 en 1986 was hij te zien in zeventig films.
Enkele sleutelfilms zijn:
- de spaghettiwestern Il grande silenzio (1968) van Sergio Corbucci, een van de meesters van het genre, waarin Trintignant de titelrol vertolkt, die van een stomme scherpschutter die premiejagers moet bestrijden.
- de politieke thriller Z (Costa-Gavras, 1969) waarin hij als onderzoeksrechter, met veel tegenkanting, het overlijden van een links politicus onder de loep neemt ten tijde van het Grieks kolonelsregime.
- de romantische tragikomische praatfilm Ma nuit chez Maud (1969), de vierde van een cyclus van zes 'contes moraux' van filmauteur Éric Rohmer, waarin hij als eenzaam en wat verlegen ingenieur de nacht al pratend doorbrengt met Maud, een recent gescheiden vrouw die hem graag zou verleiden, terwijl hij eigenlijk verliefd is op een jonge vrouw dat hij iedere zondag in de mis ziet.
- de dramatische in het fascistisch Italië van 1938 gesitueerde politieke satire Il conformista (Bernardo Bertolucci, 1970) waarin hij zich heeft geschikt naar het heersend politiek klimaat, zich aangesloten heeft bij de fascistische partij en deel uitmaakt van de geheime politie van Mussolini. Hij krijgt de opdracht om een antifascistische leider, die vroeger zijn professor filosofie was, uit de weg te ruimen. Daartoe moet hij eerst diens vertrouwen weten te winnen.
- het politiek drama La Banquière (Francis Girod, 1980) waarin hij een machtige bankier vertolkt die de vijand wordt van Marthe Hanau, de lesbische en erg succesvolle bankierster van 'les années folles'.
- de misdaadfilm met thriller-allures Vivement dimanche! (François Truffaut, 1983) waarin hij als huizenmakelaar verdacht wordt van enkele moorden en door zijn secretaresse, die stilletjes verliefd is op hem, uit de penarie wordt gehaald.

Tijdens deze drukke periode nam Trintignant ook plaats achter de camera om twee komedies te regisseren: Une journée bien remplie (1973) en Le Maître-nageur (1979).

### 1987-2012: vijfentwintig kalme jaren
Vanaf het einde van de jaren tachtig verscheen Trintignant minder en minder op het witte doek. Vermeldenswaardig zijn het drama Trois couleurs: Rouge (1994), het derde en laatste luik van Trois couleurs van Krzysztof Kieślowski, waarin hij gestalte gaf aan een norse gepensioneerde onderzoeksrechter die zijn buren illegaal afluistert. Voorts het misdaaddrama Regarde les hommes tomber (1994) en het drama Un héros très discret (1996), de eerste twee films van Jacques Audiard. 

### Comeback
In 2012 plaatste regisseur Michael Haneke Trintignant weer in de schijnwerpers dankzij de rol van de hoog gecultiveerde muziekdocent die zijn vrouw ziet aftakelen in het tragisch ouderdomsdrama Amour. In 2017 deed Haneke opnieuw een beroep op Trintignant om in het drama Happy End de verbitterde en levensmoeë patriarch van een bloeiend familiaal bouwbedrijf gestalte te geven. Trintignant sloot zijn filmcarrière af door een zesde keer te verschijnen in het filmuniversum van Claude Lelouch, meer bepaald in Les Plus Belles Années d'une vie (2019), de tweede sequel van Un homme et une femme. 

### Prijzen
Hij won in 1968 een eerste belangrijke acteerprijs: de Zilveren Beer voor beste acteur op het Filmfestival van Berlijn voor zijn rol in L'Homme qui ment. In 1969 won hij de prijs voor beste acteur op het Filmfestival van Cannes voor zijn rol in het politiek drama Z. Voor zijn rol als de bejaarde Georges in het veel bekroonde Amour ontving hij in 2012 onder meer de César voor beste acteur.

### Privéleven
Trintignant was kortstondig (1954-56) getrouwd met actrice Stéphane Audran. Uit zijn huwelijk (1960-76) met cineaste Nadine Trintignant(-Marquand) heeft hij drie kinderen, Marie (1962-2003), Pauline (1969-1970) en Vincent (1973). Zijn oudste dochter Marie werd in 2003 door haar vriend Bertrand Cantat doodgeslagen. Zijn ooms Louis (1903-1933) en Maurice Trintignant (1917-2005) waren autocoureur.
Trintignant overleed in 2022 op 91-jarige leeftijd aan de gevolgen van prostaatkanker.

## Filmografie (ruime selectie)
- 1956 - Et Dieu... créa la femme (Roger Vadim)
- 1959 - Estate violenta (Valerio Zurlini)
- 1959 - Les Liaisons dangereuses 1960 (Roger Vadim)
- 1960 - Austerlitz (Abel Gance)
- 1961 - Pleins feux sur l'assassin (Georges Franju)
- 1961 - Le Jeu de la vérité (Robert Hossein)
- 1961 - Antinea, l'amante della città sepolta (Edgar G. Ulmer)
- 1962 - Le Coeur battant (Jacques Doniol-Valcroze)
- 1962 - Il sorpasso (Dino Risi)
- 1962 - Le Combat dans l'île (Alain Cavalier)
- 1963 - Château en Suède (Roger Vadim)
- 1965 - Merveilleuse Angélique (Bernard Borderie)
- 1965 - Compartiment tueurs (Costa-Gavras)
- 1966 - Un homme et une femme (Claude Lelouch)
- 1966 - La Longue Marche (Alexandre Astruc)
- 1966 - Paris brûle-t-il? (René Clément)
- 1967 - Trans-Europ-Express (Alain Robbe-Grillet)
- 1967 - Mon amour, mon amour (Nadine Trintignant)
- 1968 - L'Homme qui ment (Alain Robbe-Grillet)
- 1968 - Les Biches (Claude Chabrol)
- 1968 - Il grande silenzio (Sergio Corbucci)
- 1969 - Z (Costa-Gavras)
- 1969 - Le Voleur de crimes (Nadine Trintignant)
- 1969 - Ma nuit chez Maud (Éric Rohmer)
- 1969 - L'Américain (Marcel Bozzuffi)
- 1970 - Le Voyou (Claude Lelouch)
- 1970 - Il conformista (Bernardo Bertolucci)
- 1971 - Remparts d'argile (Jean-Louis Bertuccelli)
- 1971 - Sans mobile apparent (Philippe Labro)
- 1972 - La Course du lièvre à travers les champs (René Clément)
- 1972 - L'Attentat (Yves Boisset)
- 1972 - Un homme est mort (Jacques Deray)
- 1973 - Défense de savoir (Nadine Trintignant)
- 1973 - Le Train (Pierre Granier-Deferre)
- 1974 - Le Secret (Robert Enrico)
- 1974 - Le Mouton enragé (Michel Deville)
- 1974 - L'Escapade (Michel Soutter)
- 1974 - Glissements progressifs du plaisir (Alain Robbe-Grillet)
- 1974 - Les Violons du bal (Michel Drach)
- 1975 - Le Jeu avec le feu (Alain Robbe-Grillet)
- 1975 - L'Agression (Gérard Pirès)
- 1975 - Flic Story (Jacques Deray)
- 1975 - La donna della domenica (Luigi Comencini)
- 1975 - Il pleut sur Santiago (Helvio Soto)
- 1976 - Le Voyage de noces (Nadine Trintignant)
- 1976 - Il deserto dei Tartari (Valerio Zurlini)
- 1976 - L'Ordinateur des pompes funèbres (Gérard Pirès)
- 1977 - Repérages (Michel Soutter)
- 1977 - Les Passagers (Serge Leroy)
- 1978 - L'Argent des autres (Christian de Chalonge)
- 1980 - La terrazza (Ettore Scola)
- 1980 - La Banquière (Francis Girod)
- 1980 - Je vous aime (Claude Berri)
- 1981 - Malevil (Christian de Chalonge)
- 1981 - Eaux profondes (Michel Deville)
- 1981 - Passione d'amore (Ettore Scola)
- 1982 - Boulevard des assassins (Boramy Tioulong)
- 1982 - La Nuit de Varennes (Ettore Scola)
- 1982 - Le Grand Pardon (Alexandre Arcady)
- 1982 - Colpire al cuore (Gianni Amelio)
- 1983 - Under Fire (Roger Spottiswoode)
- 1983 - La Crime (Philippe Labro)
- 1983 - Vivement dimanche! (François Truffaut)
- 1984 - Viva la vie (Claude Lelouch)
- 1984 - Le Bon Plaisir (Francis Girod)
- 1985 - L'Homme aux yeux d'argent (Pierre Granier-Deferre)
- 1985 - Partir, revenir (Claude Lelouch)
- 1985 - Rendez-vous (André Téchiné)
- 1985 - L'Été prochain (Nadine Trintignant)
- 1986 - Un homme et une femme, 20 ans déjà (Claude Lelouch)
- 1986 - La Femme de ma vie (Régis Wargnier)
- 1987 - La Vallée fantôme (Alain Tanner)
- 1989 - Bunker Palace Hôtel (Enki Bilal)
- 1991 - Merci la vie (Bertrand Blier)
- 1994 - Trois couleurs: Rouge (Krzysztof Kieślowski)
- 1994 - Regarde les hommes tomber (Jacques Audiard)
- 1995 - Fiesta (Pierre Boutron)
- 1996 - Un héros très discret (Jacques Audiard)
- 1996 - Tykho Moon (Enki Bilal)
- 1998 - Ceux qui m'aiment prendront le train (Patrice Chéreau)
- 2003 - Janis et John (Samuel Benchetrit)
- 2004 - Immortel, ad vitam (Enki Bilal) (enkel stem)
- 2012 - Amour (Michael Haneke)
- 2017 - Happy End (Michael Haneke)
- 2019 - Les Plus Belles Années d'une vie (Claude Lelouch)